# Sõtke (Märjamaa)
Sõtke – wieś w Estonii, prowincji Rapla, w gminie Märjamaa.